# Rubus dechenii
Rubus dechenii är en rosväxtart som beskrevs av Philipp Wilhelm Wirtgen och Wilhelm Olbers Focke. Rubus dechenii ingår i släktet rubusar, och familjen rosväxter. Inga underarter finns listade i Catalogue of Life.